# Софьино (Волоколамский район)
Софьино — деревня в Волоколамском районе Московской области России. Входит в состав сельского поселения Кашинское. Население — 19 чел. (2010).

## География
Деревня Софьино расположена на северо-западе Московской области, в северной части Волоколамского района, неподалёку от автодороги Р107 Клин — Лотошино, примерно в 7 км к северу от города Волоколамска, на правом берегу реки Чёрной (бассейн Иваньковского водохранилища). В деревне 4 улицы — Берёзовая Роща, Западная, Северная и Южная. Ближайшие населённые пункты — деревни Ботово, Пашково и Поповкино.

## Население
| 1852 | 1859 | 1926 | 2002 | 2006 | 2010 |
| ---- | ---- | ---- | ---- | ---- | ---- |
| 215  | →215 | ↗307 | ↘17  | ↗18  | ↗19  |

## История
В «Списке населённых мест» 1862 года Софьино — владельческая деревня 2-го стана Волоколамского уезда Московской губернии по левую сторону Клинского тракта (из Волоколамска), в 8 верстах от уездного города, при колодцах, безымянных речках и прудах, с 24 дворами и 215 жителями (108 мужчин, 107 женщин).
По данным 1890 года входила в состав Буйгородской волости Волоколамского уезда, число душ мужского пола составляло 107 человек.
В 1913 году — 49 дворов.
В 1924 году стала центром Софьинского сельсовета Буйгородской волости.
По материалам Всесоюзной переписи 1926 года — центр Софьинского сельсовета Буйгородской волости Волоколамского уезда, проживало 307 жителей (142 мужчины, 165 женщин), насчитывалось 53 крестьянских хозяйства.
С 1929 года — населённый пункт в составе Волоколамского района Московского округа Московской области. Постановлением ЦИК и СНК от 23 июля 1930 года округа как административно-территориальные единицы были ликвидированы.
1930—1954 гг. — деревня Ботовского сельсовета Волоколамского района.
1954—1963 гг. — деревня Поповкинского сельсовета Волоколамского района.
1963—1965 гг. — деревня Поповкинского сельсовета Волоколамского укрупнённого сельского района.
1965—1972 гг. — деревня Поповкинского сельсовета Волоколамского района.
1972—1994 гг. — деревня Стеблевского сельсовета Волоколамского района.
В 1994 году Московской областной думой было утверждено положение о местном самоуправлении в Московской области, сельские советы как административно-территориальные единицы были преобразованы в сельские округа.
1994—2006 гг. — деревня Стеблевского сельского округа Волоколамского района.
С 2006 года — деревня сельского поселения Кашинское Волоколамского муниципального района Московской области.